# トヨッキー
トヨッキーは、愛知県豊橋市のマスコットキャラクター。

## 概要
豊橋市制施行100周年事業「とよはし100祭」（2005年～2006年）のマスコットキャラクターとして登場。事業閉幕後、市民などの要望により、豊橋市のマスコットとなった。名称は一般公募にて決定。
デザインは、豊橋市にある安久美神戸神明社（豊橋神明社）にて行われる「鬼祭（おにまつり）」の鬼と、豊橋市の「豊」の字をモチーフに、ロボット風にアレンジして作られた。

## プロフィール
- 本名：ホの国ヨシダ
  - 「ホの国」とは豊橋を含む東三河地方の旧名「穂の国（穂国）」、「ヨシダ」は豊橋市中心部の旧称「吉田」から。
- 出身：豊橋市
- 生年月日：2005年8月2日
- 身長：140cm
- 体重：ないしょ
- 出力：104万馬力
- 座高：115cm
- 胸囲：125cm
- 胴囲：90cm
- 足のサイズ：30cm
- 燃料：大量の空気と電気少々
- 特技：小さくなったり、大きくなったりすること
- 好きなこと：みんなと記念撮影すること

## その他
- 「とよはし100祭」開催中は、顔の部分のロゴが「TOYOHASHI 100」となっていたが、閉幕後は「TOYOCKY」のロゴに変更されている。